# Vijfhoekige koepel
Een vijfhoekige koepel is in de meetkunde het johnsonlichaam J5. Het is een prismatoïde en bestaat uit een deel van een rombische icosidodecaëder. Dat is een archimedisch lichaam. De vijfhoekige koepel is een van de drie mogelijke koepels. Die drie zijn de driehoekige, de vierkante en de vijfhoekige koepel.
De 92 johnsonlichamen werden in 1966 door Norman Johnson benoemd en beschreven.